# Jakob Stachels
Jakob Stachels (* 1. Juni 1901 in Köln-Rath; † 26. April 1977 in Bergisch Gladbach) war ein deutscher Verwaltungsjurist.

## Leben und Wirken
Jakob Stachels wurde als Sohn der Eheleute Josef Stachels und seiner Frau Katharina Odenthal 1901 geboren. Nach dem Abitur am Gymnasium in Köln-Kalk studierte er an der Universität Köln Rechts- und Staatswissenschaften und promovierte im Jahr 1924. Ab dem 26. Juli 1923 war er als Gerichtsreferendar beim Bürgermeisteramt Porz und beim Landratsamt des Kreises Mülheim am Rhein beschäftigt. Bei der Bezirksregierung Köln wurde er am 20. Januar 1926 Referendar und am 12. März 1929 als Regierungsassessor dem Landratsamt Fulda überwiesen.
Nach Stationen bei der Bezirksregierung Münster und dem Landratsamt in Bergheim wurde er am 21. Februar 1936 mit der vertretungsweisen Leitung des Landratsamtes Coesfeld beauftragt. Seine definitive Ernennung zum Landrat des Kreises Coesfeld war am 1. April 1938. Im selben Jahr heiratete er Anna-Maria Schmit. Aus der Ehe gingen zwei Söhne hervor. Von Oktober 1940 an wurde Stachels mit der Vertretung des Ahauser Landrates Felix Sümmermann, der bis zum 1. April 1942 seinen Wehrdienst ableistete, beauftragt, und noch einmal vom 21. Juli 1944 bis 14. September 1944 (Verhaftung Sümmermanns im Zusammenhang mit dem Attentat vom 20. Juli 1944). Er blieb bis zu  seiner Entlassung durch die britische Militärregierung am 17. April 1945 Landrat des Kreises Coesfeld.
Von 1949 bis 1968 war Stachels als Landesgeschäftsführer bzw. Filialdirektor einer Kölner Versicherungsgesellschaft tätig.